# José Francisco de Paula Señan
José Francisco de Paula Señan (Barcelone, Espagne, 3 mars 1760 - Mexico, Mexique, 24 août 1823) est un missionnaire catalan franciscain du XVIIIe siècle et XIXe siècle et linguiste envoyé au Nouvelle-Espagne.

## Sa vie
Après son entrée chez les franciscains en 1774 il est, au terme de sa formation de base, destiné aux missions américaines. Il est envoyé en Nouvelle-Espagne en 1784 et rejoindre le Collège San Fernando de Mexico pour se préparer à la mission d'évangélisation auprès des populations autochtones. En 1787 il est assigné à la Mission San Carlos Borromeo et y reste jusqu'en 1795. Après un passage par Mexico il est à nouveau envoyé en mission et rejoint en 1798 la Mission San Buenaventura (en) en Haute-Californie où il restera jusqu'à sa mort. 
En 1812 il est choisi comme responsable de l'ensemble des missions franciscaines de Haute-Californie et cela jusqu'en 1815. À la suite de la démission de Mariano Payeras en 1820 il reprend du service comme responsable des missions, cette fois-ci jusqu'à sa mort.
José Francisco de Paula Señan est connu aussi pour ses travaux comme linguiste. Spécialiste de la langue indigène Ventureño il s'efforce de créer un alphabet à l'usage de cette langue. Il utilise pour cela certes l'alphabet espagnol mais y incorpore de nouveaux symboles pour y faire figurer des sons inconnus dans la langue espagnole tels que coup de glottes.